# Ulica 1 Maja w Słubicach
Ulica 1 Maja – jedna z głównych ulic w Słubicach. Przed rokiem 1945 znana pod nazwą Crossener Straße (dosłownie: ulica Krośnieńska), należąca do ciągu drogi krajowej , biegnąca od mostu granicznego, południowym skrajem miasta wzdłuż wału przeciwpowodziowego nad Odrą, aż do miejsca, gdzie łączy się z ul. Transportową.

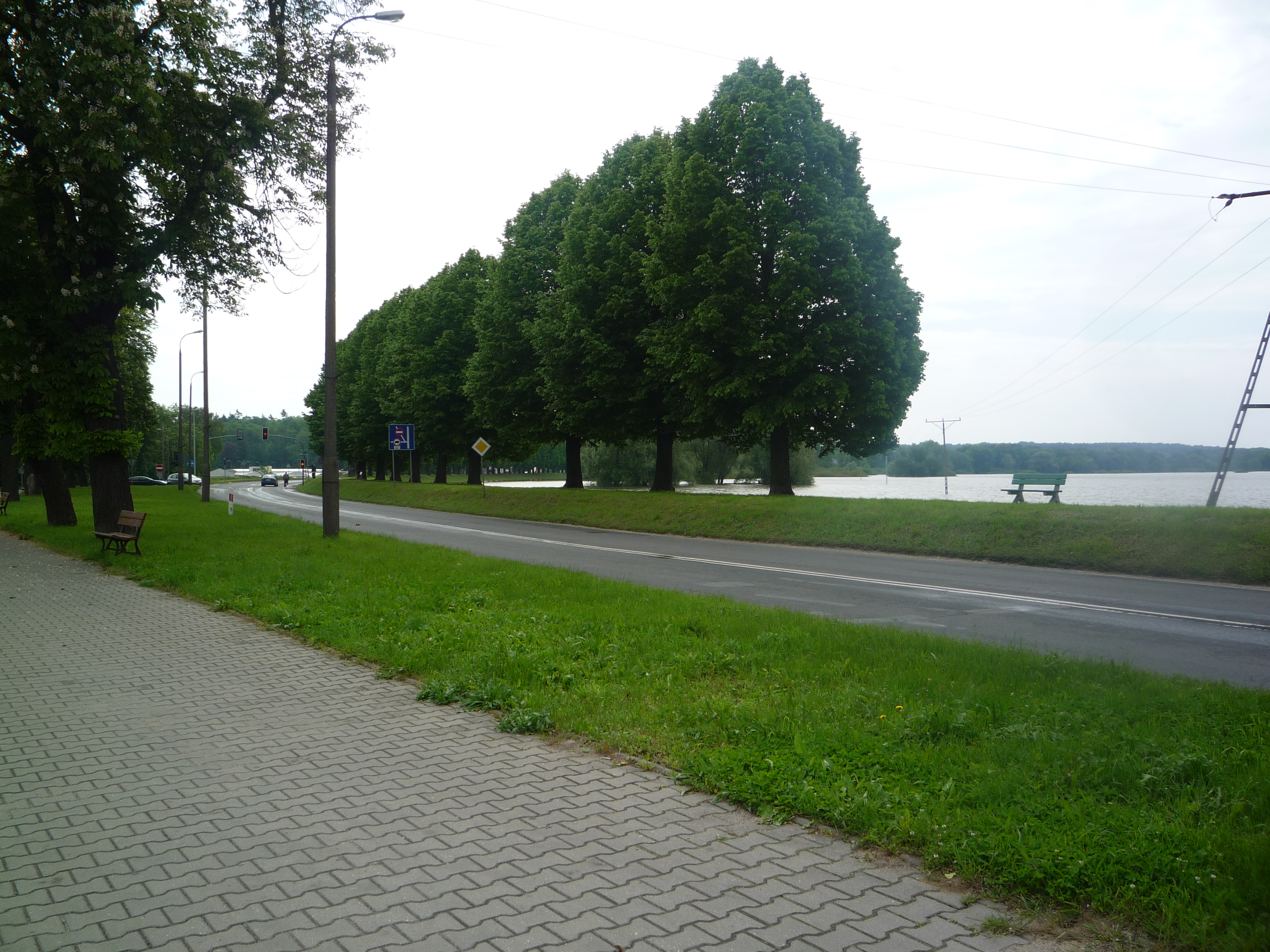
Ulica 1 Maja przed skrzyżowaniem z ul. Sportową i Folwarczną
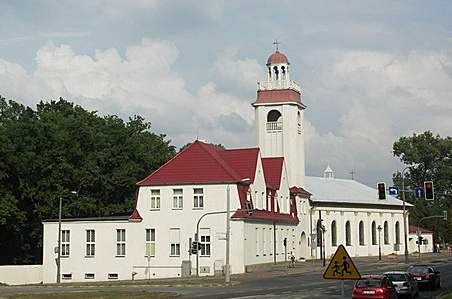
Kościół NMP Królowej Polski

Zabudowa ulicy 1 Maja:
- nr 1: Słubicki Miejski Ośrodek Kultury SMOK,
- nr 4: Przedszkole niepubliczne „Kraina Radości”
- nr 6: Euroregionalny Związek Pracodawców Prywatnych „Loża”
- nr 7a: stacja paliw BP,
- nr 31: Kościół Najświętszej Maryi Panny Królowej Polski w Słubicach,
- nr 35: „Nadzór Wodny Słubice” (port)